# Xinren Wang (torneo taiwanese)
La Xinren Wang (cinese: 新人王; Pinyin: Xīnrén Wáng), che letteralmente significa "Re delle Nuove Stelle", è una competizione di Go taiwanese. È l'equivalente dello Shinjin-O giapponese e dell'omonima competizione cinese, e come quelle è organizzata annualmente per promuovere i giovani goisti professionisti taiwanesi, essendo infatti limitata ai professionisti sotto i venti anni.
Organizzata inizialmente dalla Haifong Qiyuan, alla quinta edizione la manifestazione è stata sponsorizzata dalla Pei-Sheng Cultural and Educational Foundation. La prima e la seconda edizione, organizzate nel 2016 e nel 2017, prevedevano 16 goisti, divisi in due leghe che disputavano un girone all'italiana; i vincitori delle due leghe si affrontavano in una finale su partita secca. A partire dalla terza edizione, i quattro goisti nella parte alta di ciascuna lega ottenevano il diritto di accedere alla stessa lega l'anno successivo, mentre gli altri dovevano accedervi tramite un torneo preliminare; la finale era invece disputata al meglio dei tre incontri.
A partire dalla sesta edizione la manifestazione è passata sotto l'egida dell'Associazione professionale cinese di Go, mentre la Haifong Qiyuan è passata a sponsorizzarla, insieme alla Universal Scientific Industrial di Shanghai. Il formato è diventato un torneo a eliminazione diretta per 16 goisti, con finale al meglio dei tre incontri.

## Albo d'oro
| Edizione | Anno | Vincitore     | Risultato | Finalista     |
| -------- | ---- | ------------- | --------- | ------------- |
| 1        | 2016 | Chen Qirui    | 1-0       | Lin Junyan    |
| 2        | 2017 | Xu Haohong    | 1-0       | Jian Jingqing |
| 3        | 2018 | Yang Bowei    | 2-1       | Lai Junfu     |
| 4        | 2019 | Lin Shixun    | 2-1       | Lu Yichuan    |
| 5        | 2020 | Li Wei        | 2-1       | Chen Qirui    |
| 6        | 2021 | Chen Qirui    | 2-1       | Lin Shixun    |
| 7        | 2022 | Lin Shixun    | 2-0       | Chen Qirui    |
| 8        | 2023 | Xu Jingen     | 2-0       | Li Wei        |
| 9        | 2024 | Chen Qirui    | 2-1       | Xu Jingen     |
| 10       | 2025 | Jian Jingting | 2-1       | Lin Yancheng  |